# Nephropsis agassizii
Nephropsis agassizii är en kräftdjursart som beskrevs av Alphonse Milne-Edwards 1880. Nephropsis agassizii ingår i släktet Nephropsis och familjen humrar. IUCN kategoriserar arten globalt som livskraftig. Inga underarter finns listade i Catalogue of Life.